# Зонд-8
«Зонд-8» (7К-Л1 № 16) — четырнадцатый запуск прототипа лунного корабля «Союз 7К-Л1», по программе облёта Луны экипажем из двух человек. Запущен 20 октября 1970 года. Официально целью миссии был беспилотный облёт и фотографирование Луны, возвращение спускаемого аппарата на Землю с приземлением в заданный район, а также отработка варианта приземления со стороны Северного полушария.

## Задачи
Проведение физических исследований на трассе полета и в окололунном пространстве; фотографирование Земли и Луны; отработка усовершенствованных бортовых систем, агрегатов и конструкций космических аппаратов.

## Ход миссии
20 октября в полет к Луне с возвращением на Землю была направлена АС «3онд-8». Вывод станции на заданную траекторию полета к Луне был произведён с промежуточной орбиты спутника Земли. 21 октября состоялся сеанс фотографирования Земли с расстояния 65 000 км. В течение первых трёх суток полета в сеансах связи со станции передавались телевизионные изображения Земли. 22 октября в 9 час 25 мин, когда станция находилась на расстоянии - 250 000 км от Земли, была выполнена коррекция траектории. В результате осуществлённого манёвра АС «Зонд-8» перешла на новую траекторию и 24 октября совершила облёт Луны при минимальном расстоянии от её поверхности, равном 1120 км. В районе Луны станция выполнила измерения физических характеристик окололунного космического пространства и фотографировала на цветную и чёрно-белую плёнку лунную поверхность. В целях отработки одного из возможных вариантов возвращения на Землю космических аппаратов вход станции в атмосферу осуществлялся со стороны северного полушария. Совершив баллистический спуск в атмосфере, АС «Зонд-8» 27 октября в 16 час 55 мин приводнилась в заданном районе акватории Индийского океана в 730 км юго-восточнее архипелага Чагос.